# Дмитровка (Кировоградская область)
Дми́тровка (укр. Дми́трівка) — село, центр Дмитровской сельской общины Кропивницкого района Кировоградской области Украины.
Население по переписи 2001 года составляло 4250 человек. Почтовый индекс — 27422. Телефонный код — 5233. Занимает площадь 13,674 км². Код КОАТУУ — 3522281501.

## История
Село было основано в 1734 году. Через четыре года население было истреблено татарами, и спустя 16 лет, в 1754 году, было заселено 17-й ротой Гусарского Хорватова полка. С 1766 года здесь была расквартирована 11-я рота Жёлтого Гусарского полка. Через Дмитровку пролегала торговая дорога с севера, через Крылов к Елисаветграду и из Польши в Запорожье. До 1819 года в селе была хорошо развита торговля, но в 1819 году здесь была размещена военная кавалерия, и поэтому были выселены все торговцы и евреи. Население Дмитровки составляли, преимущественно, украинцы и русские.
В XVIII веке в селе была церковь в честь св. Константина и Елены, которая сгорела в 1786 году. Уцелевший иконостас был помещён в новый Успенский храм, построенный в 1785 году. В 1780 году Преображенский монастырь, находившийся возле Чёрного леса, был расформирован. Его придел был преобразован в кладбищенскую церковь Св. Николая в 1784-1785 г.г. В 1838 году церковь переименована в приходскую.
В XIX веке в Дмитровке существовали кирпичный и черепичный заводы.
До 1823 года между Дмитровкой и Васовкой существовала небольшая станица Рудая, принадлежавшая Бугскому казачьему войску. Основана она была в 1787 году, своё название получила от речки, на берегу которой она была расположена. Её расформировали в 1823-м, а жителей переселили в Дмитровку.
В 1886 году Дмитровка числилась местечком, административным центром Дмитровской волости Александрийского уезда Херсонской губернии. В ней проживало 3962 человек при 865 крестьянских дворах. В ней имелась православная церковь, синагога, школа, 18 лавок, 2 торжки, 3 виновных склада, ренсковый погреб. Четыре раза в год проводились ярмарки: 7 января, 21 мая, 15 августа и 23 сентября.
По переписи 1897 года количество жителей выросло до 7746 человек (3716 мужчин и 4030 женщин), из которых 6621 человек являлись православными, а 1112 — иудеями.
До 2020 года село входило в Знаменский район

## Известные люди
В Дмитровке родились:
- Кузьма Иосифович Гуренко (1909—1944) — участник Великой Отечественной войны, пехотинец, Герой Советского Союза.
- Иван Гаврилович Евплов (1920—2015) — участник Великой Отечественной войны, пехотинец, Герой Советского Союза.
- Владимир Фадеевич Матусевич — доктор ветеринарных наук профессор[4].
- Яков Николаевич Петрунин (1923—2011) — участник Великой Отечественной войны, сапёр, Заслуженный учитель Украины (по линии профтехобразования).